# Memoriał Alfreda Smoczyka 2005
LV Memoriał Alfreda Smoczyka odbył się 12 czerwca 2005. Zwyciężył Damian Baliński.

## Wyniki
- 12 czerwca 2005 (niedziela), Stadion im. Alfreda Smoczyka (Leszno)
- Najlepszy Czas Dnia: 61,60 – Damian Baliński (ur. 1977) w 5 wyścigu oraz Robert Sawina w 7 wyścigu

| Msc. | Zawodnik                 | Kraj              | Pkt  |                |  |
| ---- | ------------------------ | ----------------- | ---- | -------------- |  |
| 1    | (1) Damian Baliński      | Unia Leszno       | 15   | (3,3,3,3,3)    |  |
| 2    | (3) Marcin Rempała       | Unia Tarnów       | 12   | (2,2,3,2,3)    |  |
| 3    | (9) Robert Miśkowiak     | WTS Wrocław       | 11+3 | (3,0,2,3,3) +3 |  |
| 4    | (5) Jacek Rempała        | Unia Leszno       | 11+2 | (3,2,2,1,3) +2 |  |
| 5    | (15) Robert Sawina       | Polonia Bydgoszcz | 11+d | (3,3,3,0,2) +d |  |
| 6    | (8) Rafał Okoniewski     | ZKŻ Zielona Góra  | 9    | (2,3,1,2,1)    |  |
| 7    | (2) Norbert Kościuch     | Unia Leszno       | 8    | (1,2,0,3,2)    |  |
| 8    | (16) Mariusz Węgrzyk     | KM Ostrów Wlkp.   | 6    | (2,0,1,3,0)    |  |
| 9    | (6) Jacek Krzyżaniak     | Polonia Bydgoszcz | 6    | (0,0,2,2,2)    |  |
| 10   | (7) Piotr Świst          | ZKŻ Zielona Góra  | 6    | (1,0,2,2,1)    |  |
| 11   | (10) Karol Ząbik         | Apator Toruń      | 5    | (2,3,0,0,0)    |  |
| 12   | (4) Maciej Kuciapa       | Stal Rzeszów      | 5    | (0,1,3,1,d)    |  |
| 13   | (14) Łukasz Jankowski    | Unia Leszno       | 5    | (1,1,0,1,2)    |  |
| 14   | (12) Grzegorz Rempała    | Unia Tarnów       | 5    | (1,2,1,0,1)    |  |
| 15   | (13) Piotr Paluch        | Stal Gorzów Wlkp. | 3    | (0,1,1,1,0)    |  |
| 16   | (11) Mariusz Puszakowski | Apator Toruń      | 2    | (0,1,0,0,1)    |  |
|      | rez. Robert Kasprzak     | Unia Leszno       | ns   |                |  |
|      | rez. Oskar Wolsztyński   | Unia Leszno       | ns   |                |  |

Bieg po biegu
1. (62,60) Balinski I, M. Rempała, Kościuch, Kuciapa
2. (62,40) J. Rempała, Okoniewski, Świst, Krzyżaniaka
3. (62,40) Miśkowiak, Ząbik, G. Rempała, Puszakowski
4. (61,70) Sawina, Węgrzyk, Jankowski, Paluch
5. (61,60) Baliński I, J. Rempała, Paluch, Miśkowiak
6. (61,90) Ząbik, Kościuch, Jankowski, Krzyżaniak
7. (61,60) Sawina, M. Rempała, Puszakowski, Świst
8. (61,90) Okoniewski, G. Rempała, Kuciapa, Węgrzyk
9. (62,70) Baliński I, Krzyżaniak, Węgrzyk, Puszakowski
10. (61,70) Sawina, J. Rempała, G. Rempała, Kościuch
11. (62,40) M. Rempała, Miśkowiak, Okoniewski, Jankowski
12. (62,80) Kuciapa, Świst, Paluch, Ząbik
13. (61,90) Baliński I, Świst, Jankowski, G. Rempała
14. (62,20) Kościuch, Dobrucki, Paluch, Puszakowski
15. (62,50) Węgrzyk, M. Rempała, J. Rempała, Ząbik
16. (62,30) Miśkowiak, Krzyżaniak, Kuciapa, Sawina
17. (62,50) Baliński I, Sawina, Okoniewski, Ząbik
18. (63,20) Miśkowiak, Kościuch, Świst, Węgrzyk
19. (62,90) M. Rempała, Krzyżaniak, G. Rempała, Paluch
20. (63,10) J. Rempała, Jankowski, Puszakowski, Kuciapa (d4)

Bieg o III miejsce
21. (64,20) Miśkowiak, J. Rempała, Sawina (d2)